# Svartdalshøi
De Svartdalshøi is een berg behorende bij de gemeente Lom in de provincie Oppland in Noorwegen. De berg, gelegen in Nationaal park Jotunheimen, heeft een hoogte van 1671 meter.
De Svartdalshøi is onderdeel van het gebergte Jotunheimen.